# Four Bears (mandan høvding)
Four Bears (født ca. 1784:465  - død 30. juli 1837) var en populær anden-høvding i mandan stammen i North Dakota. Her var han kendt under sit indfødte navn Mato Topé. Høvdingen kendes viden om takket være beskrivelserne og forevigelserne af ham i bl.a. Catlins og Maximilian zu Wieds værker om de nordamerikanske indianere. Endvidere er han kendt for en muligvis opdigtet tale om følgerne af koppe-epidemien blandt mandanerne i 1837, som han selv faldt som offer for.:94 
(Four Bears må ikke forveksles med høvding Four Bears fra mandanernes allierede i hidatsa stammen).:100 

## Four Bears’ barndom og ungdomsår
Som søn af høvding Good Boy:34  (kaldt The Handsome Child af Maximilian zu Wied):390  tilbragte Four Bears nok sine første år i en jordhytte i On A Slant Village. Byen var en Nuitadi mandan boplads på bredden af Heart River lidt vest for Missouri River.:289  Drengens far var en højtrespekteret høvding, fordi han havde samlet de overlevende fra flere selvstændige byer efter en kopperepidemi i 1781 og fået dem til at arbejde sammen om at bringe stammen på fode igen.:36 
Four Bears havde en bror, der ikke vides meget om, ud over at han senere i livet gik i kvindetøj efter at have drømt om den ondskabsfulde ånd Old Woman Above.:298  En yngre bror blev dræbt af en arikara, mens han passede heste ude på prærien; Four Bears hævnede ham.:166 
Nogle år efter kopperepidemien i 1781 fandt indbyggerne det nødvendigt at forlade On A Slant Village. De ser ud til at have bygget en ny vestside-by ca. 60 kilometer oppe ad Missouri River, der er navngivet Deapolis Site af arkæologer.:297 
Engang mellem 1806 og 1822 opgav de Deapolis Site:298  og søgte små 10 kilometer ned ad Missouri River for at skabe en ny by grundlagt af Four Bears’ far.:465  Byen blev anlagt øverst på en høj skrænt ned til Missouri River og er nu kendt som både Mitutanka (stavet på flere forskellige måder):298  og Fort Clark Village.:27  Her levede Four Bears resten af sit liv og stiftede bekendtskab med både Catlin, Maximillian zu Wied og dennes ansatte kunstner, Karl Bodmer, samt flere andre hvide.
Byen fik en lille handelsstation til nabo i Tilton’s Post, der var aktiv fra ca. 1823 indtil lukningen året efter som følge af angreb fra arikaraer. :58  Omkring 1829 slog handelsstationen Fort Clark porten op kun små 200 meter fra Mitutanka.:62  De følgende år hjalp Four Bears ved lejlighed til med at sørge for god orden blandt fortets indianske besøgende,:198  og mindst én gang kom han med bisonkød til fortet, da det manglede proviant.:448 

## Four Bears’ familie
Four Bears og den tre år yngre Brown Woman indgik ægteskab, og i 1829 fik de sønnen Bad Gun (også kaldt Rushing Eagle og variationer deraf).:465  Parret havde tilsyneladende mindst to døtre,:465  hvoraf den ene hed Earth Woman.:215 
Omkring 1831 døde Four Bears’ far.:465  Kort tid efter blev Four Bears byens anden-høvding i kraft af sine uovertrufne bedrifter som kriger.:86 
Høvdingefamilien holdt til i en jordhytte tæt på kanten ned til floden.:465  Som en af byens betydningsfulde familier havde den udgang direkte til byens åbne midterplads med ceremonihytten og helligdommen ”Vandene trækker sig tilbage”.:551 
Four Bears besøgte tit Maximilian zu Wied og Bodmer under deres ophold i Fort Clark i vinteren 1833-1834, nogle gange sammen med sin kone og deres dreng.:414  Høvdingen yndede at komme på besøg iført sine bedste klæder. Under møderne lærte de to europæere, at han også var godt tilfreds med sine opnåede resultater på krigsstien.:438  Ganske som Catlin skrev Maximilian zu Wied om Four Bears som en person, der gjorde et dybt indtryk på en.:87 
Four Bears døde af kopper den 30. juli 1837:124  i en alder af 56 år. Hans kone døde samme år.:465 
Sønnen Bad Gun og hans to søstre overlevede og flyttede ind hos en kvindelig slægtning, der boede i Big Hidatsa} sammen med sin mand fra hidatsa stammen. Bad Gun opnåede at blive stammens anden-høvding:129  i Like-a-Fishhook Village. Valget af ham skyldtes ikke mindst, at han var søn af Four Bears.:34 
Da militærlægen Dr. Washington Matthews i Fort Stevenson viste sit eksemplar af Catlins to-binds værk med en gengivelse af Four Bears til Bad Gun i 1869, faldt sønnen i gråd over billedet af sin far.:7 

## Byens respekt for Four Bears
Four Bears var sikret sine stammefællers respekt allerede i kraft af, at han havde et helligt People Above bundt:296  og tillige et skind med et regnbue på, der bl.a. blev brugt i ritualer til at bringe regn.:34  Han slog sit navn yderligere fast, da han som en af blot få mandaner sponsorerede og gennemførte okipa-ceremonien to gange.:123 

## Four Bears krigerbedrifter
Four Bears fastede ofte i dagevis og fik derved flere overjordiske hjælpere over på sin side i kampene mod fjendtlige indianere.:166 
Han trak sig sejrrig ud af mindst 12 kampe mod bl.a. siouxer, assiniboiner og ojibwayer (to kvinder). Catlin modtog en kopi af høvdingens sejre tegnet på et bisonskind.:87  På akvarelpapir fra Bodmer malede Four Bears, hvordan han under en kamp måtte gribe om bladet på en kniv for at vriste den fra en cheyenne høvding, før han kunne dræbe ham med den.:7 
For at hævne drabet på sin yngre bror fastede Four Bears og skar sig til blods under et træ, hvori en ravn havde sin rede. Fuglen afslørede navnet på arikaraen, der havde dræbt hans bror, og Four Bears opsøgte morderen i hans egen jordhytte og tog sin blodhævn. Hundrede år senere stod dåden stadig frisk i mandanernes kollektive erindring.:166 

## Four Bears repræsenteret i museer
Catlin sikrede sig høvdingens bemalede skindskjorte i 1832, som findes på U. S. National Museum.:6 
Et bisonskind med nogle af Four Bears’ krigerbedrifter tegnet af ham selv, såkaldt "ledger art", kom i Maximilian zu Wieds besiddelse og findes på Linden-Museum, Stuttgart, Tyskland. :220 
Høvdingens akvareller ejes af Joslyn Art Museum i Omaha, Nebraska.

## Four Bears Bridge og Four Bears Casino
En bro over Lake Sakakawea i Fort Berthold reservatet hedder Four Bears Bridge efter høvdingene i mandan – og hidatsa stammen.
Four Bears Casino and Lodge er ligeledes navngivet efter de to høvdinge som en hyldest til dem.